# Sepia (Sepia)
Pour les articles homonymes, voir Sepia.
Sous-genre
Sepia (Sepia) est un sous-genre de seiches de la famille des Sepiidae.

## Liste des espèces
Ce sous-genre de seiches comprend les espèces suivantes :
- Sepia angulata (Roeleveld, 1972)
- Sepia apama Gray, 1849
- Sepia bandensis (Adam, 1939)
- Sepia bertheloti (D'Orbigny, 1835 in Férussac et D'Orbigny, 1834-1848) - seiche africaine
- Sepia chirotrema (Berry, 1918)
- Sepia dollfusi (Adam, 1941)
- Sepia elobyana (Adam, 1941)
- Sepia gibba (Ehrenberg, 1831)
- Sepia hierredda (Rang, 1835 in Férussac et D'Orbigny, 1834-1848)
- Sepia insignis (Smith, 1916)
- Sepia irvingi (Meyer, 1909)
- Sepia latimanus Quoy et Gaimard, 1832
- Sepia mestus (Gray, 1849)
- Sepia novaehollandiae (Hoyle, 1909)
- Sepia officinalis Linnaeus, 1758 - seiche commune
- Sepia papillata (Quoy et Gaimard, 1832)
- Sepia papuensis (Hoyle, 1885)
- Sepia pharaonis Ehrenberg, 1831 - seiche pharaon
- Sepia plangon (Gray, 1849)
- Sepia plathyconchalis (Filippova et Khromov, 1991)
- Sepia rozella (Iredale, 1926)
- Sepia simoniana (Thiele, 1920)
- Sepia tuberculata (Lamarck, 1798)
- Sepia vermiculata (Quoy et Gaimard, 1832)